# 2000년 11월
| 2000년: 1월 · 2월 · 3월 · 4월 · 5월 · 6월 · 7월 · 8월 · 9월 · 10월 · 11월 · 12월 |

| <            | 2000년 11월 | 2000년 11월 | 2000년 11월 | 2000년 11월 | 2000년 11월 | >          |
| 일           | 월          | 화          | 수          | 목          | 금          | 토         |
|              |             |             | 1 10.6 계해 | 2 7 갑자    | 3 8 을축    | 4 9 병인   |
| 5 10 정묘    | 6 11 무진   | 7 12 기사   | 8 13 경오   | 9 14 신미   | 10 15 임신  | 11 16 계유 |
| 12 17 갑술   | 13 18 을해  | 14 19 병자  | 15 20 정축  | 16 21 무인  | 17 22 기묘  | 18 23 경진 |
| 19 24 신사   | 20 25 임오  | 21 26 계미  | 22 27 갑신  | 23 28 을유  | 24 29 병술  | 25 30 정해 |
| 26 11.1 무자 | 27 2 기축   | 28 3 경인   | 29 4 신묘   | 30 5 임진   |             |            |

| 편집하기 |

## 2000년11월 11일
- 오스트리아, 오스트리아의 스키 휴양지 키츠슈타인호른 빙하 근처 터널 을 통과하던 산악열차에서 발생한 화재로 172명이 사망하였다.

## 2000년11월 7일
- 미국 대선이 치러져 조지 W. 부시 후보가 엘 고어 후보를 누르고 승리하다. 최종 결과는 1개월 뒤 플로리다의 법원에 의해 결정되다.

## 2000년11월 5일
- 일본 고고학자 후지무라 신이치가 유물을 날조하여 일본의 선사시대 연대를 70만년 전으로 조작했음이 밝혀졌다.

## 2000년11월 1일
- 세르비아 몬테네그로가 유엔에 가입하다.